# Kaleen (Sängerin)
Kaleen (bürgerlich Marie-Sophie Kreissl, * 12. November 1994 in Wels) ist eine österreichische Tänzerin, Choreographin und Sängerin. Sie vertrat Österreich beim Eurovision Song Contest 2024 in Malmö.

## Karriere
Kaleen wuchs in Ried im Traunkreis in Oberösterreich auf. Sie ist die Enkelin von Hanneliese Kreißl-Wurth, Komponistin, Texterin und Produzentin aus den Genres Schlager und volkstümliche Musik. Im Alter von zwei Jahren nahm sie erstmals Ballettunterricht.
2014 nahm sie an der ProSieben-Castingshow Got to Dance teil und erreichte dort gemeinsam mit ihrem Tanzpartner Paulo Albert das Finale. Seit 2020 arbeitet sie als Choreographin und Stage Director für den ORF, unter anderem für die Sendung Starmania. 2021 gründete sie mit Wifi Records ein eigenes Plattenlabel und begann selbst Songs zu produzieren. Ihr erstes Album, Stripping Feelings, erschien im September 2023. Eine wohlmeinende Kritik der Kronen Zeitung bescheinigte Kaleen, „mit ihrem sommerlichen Feelgood-Pop nicht nur die schönste Jahreszeit, sondern auch eine Lücke in der heimischen Musiklandschaft“ zu schließen. Am 23. September 2023 trat sie bei der ORF-Starnacht in der Wachau auf; bei dieser hatte sie, wie auch beim Eurovision Song Contest, bereits als Tänzerin und Choreographin mitgearbeitet. Sie konnte sich aber nicht in den Charts platzieren und galt bis zu ihrer Nominierung für den Eurovision Song Contest 2024 als weitgehend unbekannt.
Als musikalische Einflüsse nennt Kaleen unter anderen Dua Lipa, Ariana Grande und Beyoncé.

### Eurovision Song Contest
Als Interpretin bewarb sich Kaleen für Österreich erstmals zum Eurovision Song Contest 2023 mit dem Song Owe You Pretty, unterlag aber Teya & Salena mit deren Lied Who the Hell Is Edgar?.
Am 16. Jänner 2024 wurde bekanntgegeben, dass Kaleen intern als Österreichs Vertreterin beim Eurovision Song Contest 2024 in Malmö ausgewählt wurde. Als Auswahlprozess erstellte zunächst eine für den ORF arbeitende Redaktion (darin unter anderen Monika Ballwein, Eberhard Forcher und Peter Schreiber) eine Auswahl von 14 Liedern, die dann mehreren Fachleuten der Musik- und Medienbranche vorgespielt und für Song-Contest-Fanclubs aus sieben Ländern gestreamt wurden. Aus der entsprechenden Punktewertung ging das Lied von Kaleen als Sieger hervor, wobei auch der Sieg eines anderen, nicht öffentlich genannten Kandidaten kolportiert wurde, der aus unbekannten Gründen kurzfristig abgesagt habe.

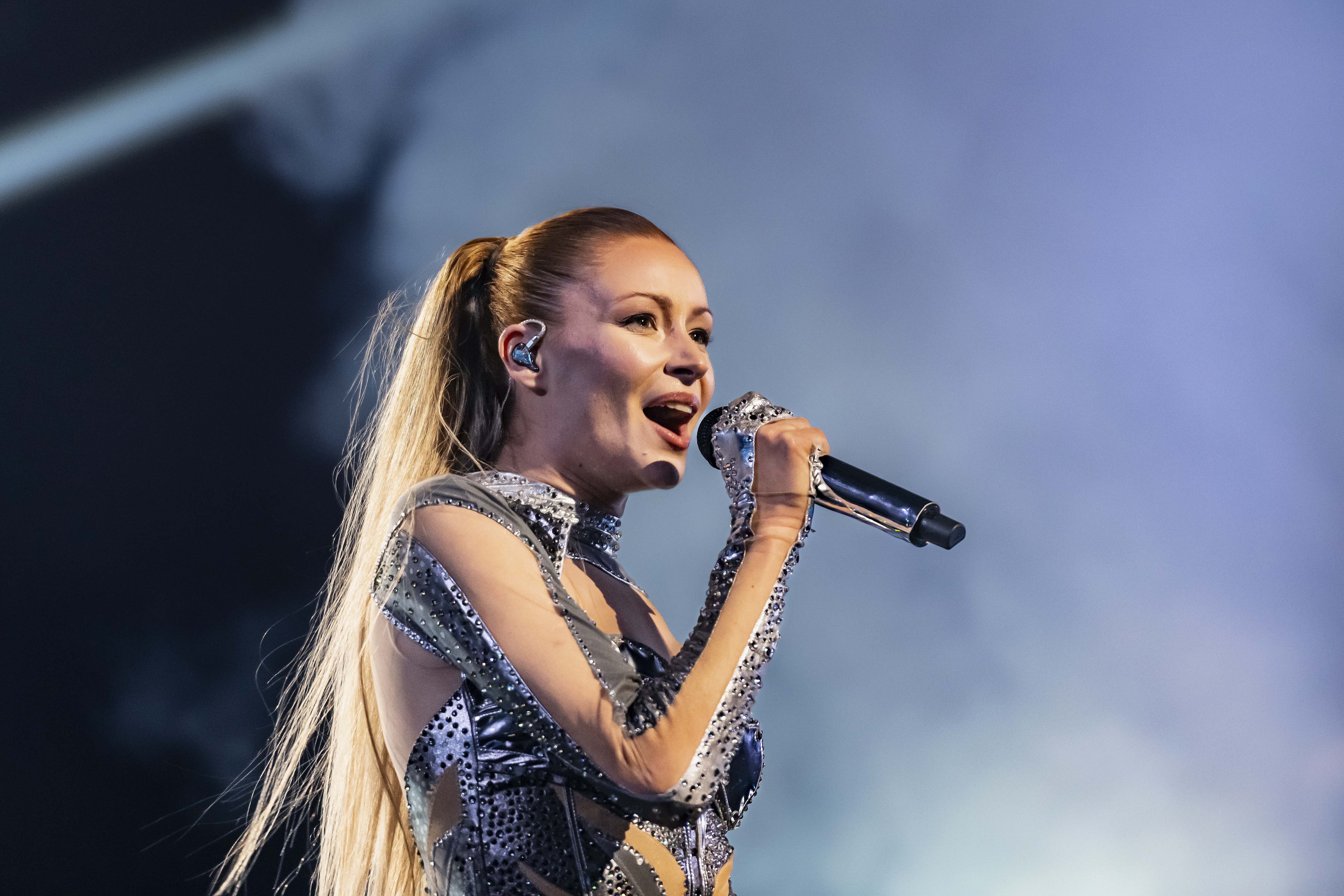
Kaleen beim ESC 2024

In den ersten Meldungen zu Kaleens Nominierung wurde ihr Lied teils noch als vorerst geheim bezeichnet und eine Veröffentlichung Anfang März angekündigt. Jedoch wurde das Lied noch am selben Tag geleakt und mehrfach auf YouTube hochgeladen, die Videos allerdings schnell wieder gelöscht. Der Song mit dem Titel We Will Rave wird als Dance-Pop eingeordnet, inspiriert aus dem Techno. Kaleen kündigte auch noch mögliche Änderungen des Liedes an.
Am 29. Februar 2024 stellte Kaleen das Lied We Will Rave offiziell in einer Pressekonferenz vor. Das Musikvideo wurde vom Modefotografen Rankin in Los Angeles aufgenommen. Neben Kaleen sind fünf männliche Models aus der 19. Staffel von Germany’s Next Topmodel zu sehen.
Mit We Will Rave erreichte Kaleen im zweiten Halbfinale das Finale des Eurovision Song Contest am 11. Mai 2024. Dort belegte sie in der Jury-Wertung den 20. Platz, in der Zuschauerwertung den 23., und insgesamt den 24. und damit vorletzten Platz.

## Diskografie

### Alben
- 2023: Stripping Feelings

### Singles
- 2021: Too Good to Not
- 2021: Don’t Wanna Leave You Now
- 2022: Games
- 2022: Put You Down
- 2023: What It Feels Like
- 2023: Stripping Feelings
- 2023: Taking Chances
- 2024: We Will Rave
- 2025: Knocking On Heaven’s Door (MINE Pt.1)
- 2025: Heart in Stereo
- 2025: Pretend We Can Fly